# Psaliodes daedala
Psaliodes daedala är en fjärilsart som beskrevs av Druce 1893. Psaliodes daedala ingår i släktet Psaliodes och familjen mätare. Inga underarter finns listade i Catalogue of Life.